# 马克·费尔德曼
马克·费尔德曼（波蘭語：Marc Feldmann，1944年12月2日—），出生于波兰，英国免疫学家，牛津大学教授。费尔德曼曾就读于墨尔本大学和沃尔特和伊丽莎·霍尔学院医学研究所。在20世纪70年代，他移居英国，现在住在伦敦。费尔德曼发现了用抗肿瘤坏死因子-α的抗体治疗类风湿关节炎的方法。2000年获克拉福德奖，2003年获拉斯克临床医学研究奖。2020年獲唐獎生技醫藥獎。